# Cross-over-Studie
Eine Cross-over-Studie, auch Überkreuzstudie ist ein spezielles Forschungsdesign unter anderem in der evidenzbasierten Medizin zum Vergleich zweier Behandlungsmethoden. Dieser Versuchsplan wird auch cross-over-Versuchsplan bzw. Überkreuzversuchsplan genannt und wird in der statistischen Versuchsplanung behandelt.
In Cross-over-Studien kann die Wirksamkeit zweier Behandlungsformen miteinander verglichen werden. Dabei werden beispielsweise zwei Heilmittel, oder ein Heilmittel und ein Placebo, zeitlich versetzt den gleichen Probanden verabreicht. Dazu gibt es mindestens zwei Studienphasen. In der ersten Phase erhalten die Probanden der ersten Gruppe zunächst Therapie A, die Probanden der zweiten Gruppe Therapie B. Die Zuteilung zu den Gruppen erfolgt randomisiert (zufällig). Nach einer definierten Behandlungsdauer wird zur zweiten Studienphase gewechselt: Gruppe 1 erhält nun Therapie B und Gruppe 2 Therapie A. Anschließend wird die Wirksamkeit der Therapie sowohl innerhalb einer Gruppe (Intragruppenvergleich) als auch zwischen den beiden Gruppen miteinander verglichen (Intergruppenvergleich). Als ein Vorteil der Studienform gilt, dass keinem der Teilnehmer die zu prüfende Intervention aus Forschungsgründen vorenthalten werden muss.
Ein wichtiger Schritt bei der Planung einer Crossover-Studie ist die Bestimmung der notwendigen Stichprobengröße, die es gestattet, existierende Effekte auch tatsächlich nachzuweisen. Verglichen mit herkömmlichen Studien mit zwei parallelen Vergleichsgruppen haben Cross-over-Studien dabei den Vorteil, dass sich auch kleinere Effekte statistisch nachweisen lassen bzw. dass für den statistischen Nachweis eines Unterschieds weniger Teilnehmer notwendig sind. 
Allerdings kann dieses Studiendesign nur bei wenigen medizinischen Fragestellungen angewandt werden. Zu berücksichtigen ist der Carry-over-Effekt, das heißt, das Hinüberwirken der Anwendungseffekte des ersten Mittels in die zweite Anwendungsphase. Deshalb bedarf es zwischen den Behandlungsphasen in der Regel einer Pause, in der keine Anwendung stattfindet, damit eine Wirkung des ersten Mittels nicht mehr gegeben ist. Anwendbar ist das Verfahren daher nicht, wenn es um die vollständige Heilung von Krankheiten als Erfolgskriterium geht. Stattdessen ist es beispielsweise geeignet, wenn eine Verringerung der Schwere von Symptomen das Ziel ist.
Für die Auswertung stehen spezielle statistische Verfahren zur Verfügung.